# 桜町 (土浦市)
桜町（さくらまち）は茨城県土浦市の町名。現行行政地名は桜町一丁目から桜町四丁目。土浦市街地の一角を構成する地域の一つである。

## 地理
土浦市のほぼ中央部に位置する。町内はほぼ平坦である。土浦市街の一角にあり、ビジネスホテル・旅館・マンション・医療機関や商店のほか、大手企業の支店も立地する。
北は大手町・中央一丁目・川口一丁目・大和町、東は有明町、南は桜川を挟んで富士崎一丁目・下高津一・二丁目、西は大町と接する。

### 河川
- 桜川（一級河川）

### 世帯数と人口
2019年（平成31年）4月1日現在の世帯数と人口は以下の通りである。
| 丁目       | 世帯数  | 人口    |
| ---------- | ------- | ------- |
| 桜町一丁目 | 162世帯 | 342人   |
| 桜町二丁目 | 185世帯 | 286人   |
| 桜町三丁目 | 253世帯 | 483人   |
| 桜町四丁目 | 307世帯 | 586人   |
| 計         | 907世帯 | 1,697人 |

### 小・中学校の学区
公立の小に通学する場合、丁目により以下の学校に通学する。
| 町丁       | 小学校                 | 中学校                 |
| ---------- | ---------------------- | ---------------------- |
| 桜町一丁目 | 土浦市立土浦第二小学校 | 土浦市立土浦第一中学校 |
| 桜町二丁目 | 土浦市立土浦第二小学校 | 土浦市立土浦第一中学校 |
| 桜町三丁目 | 土浦市立土浦第二小学校 | 土浦市立土浦第一中学校 |
| 桜町四丁目 | 土浦市立土浦小学校     | 土浦市立土浦第一中学校 |

## 歴史
土浦市は土浦城の城下町として発展、江戸時代には現在の茨城県南地域の中心都市としての基礎が固まった。現在の桜町に相当する区域は、明治時代まで霞ヶ浦から続く湿地帯であり、1926年（大正15年）に新市街地として造成され、霞ヶ浦海軍航空隊向けに料亭・料理屋・飲食店・カフェが集められた。1か所に集められたのは、海軍の風紀の取り締まりのためである。開発の中心に立ったのは、霞ヶ浦岸の蓮河原地区の耕地整理組合長を務めた久松五右衛門であり、海軍航空隊開隊に合わせて時の土浦町長と共に耕地整理と並行して新市街開発に乗り出した。『土浦市史』では「久松五右衛門の功績は、土浦の発展史上忘れることができない。」と記している。また、駅から桜橋に至る八間道路が整備された。
桜町二丁目は北関東最大の風俗街（ソープランド街）となっている。桜町二丁目の風俗街の起源は、明治時代の花街であり、中城天満宮境内で毎年3月に開かれていた駒市での馬の売却益を男性がここで散財したという。

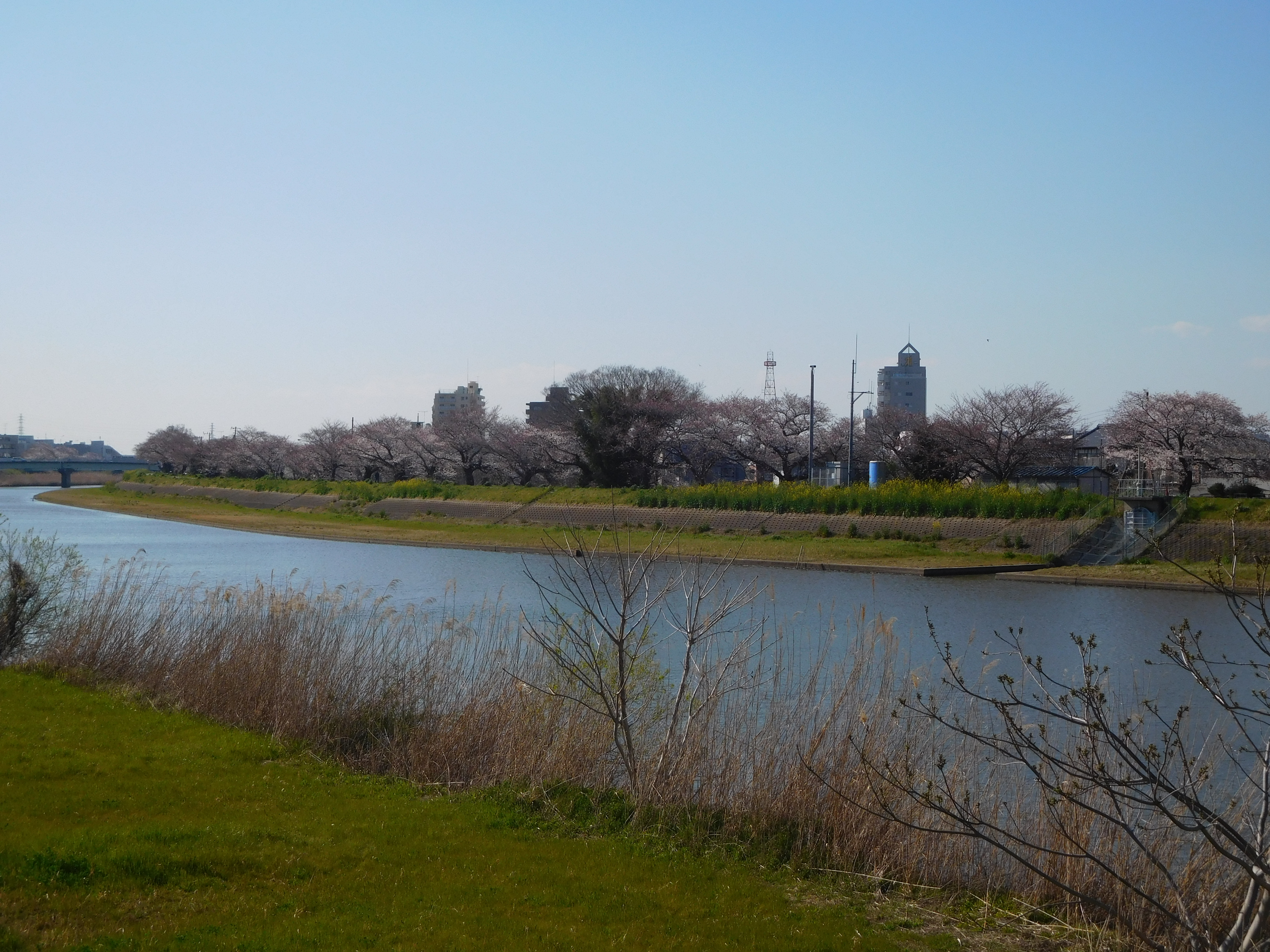
桜川堤の桜

桜川堤の桜は、1910年（明治43年）に行方郡大和村（現在の行方市）の邊田粂蔵が植えたもので、現在では土浦市のサクラの名所となっている。
現在の桜町一-四丁目の町域は1972年（昭和47年）11月1日に土浦市1次住居表示整理事業により土浦市の大字無し区域（旧土浦町区域）の一部より成立した。
2020年（令和2年）11月、新型コロナウイルスの感染が拡大すると、桜町の接客を伴う飲食店でクラスターが発生。売り上げが減少し、閉店を余儀なくされる店も現れた。また、2022年（令和4年）2月には、クラブで口論となった客が、暴力団員らにリンチされ死亡する事件も起きるなど地域経済と治安の悪化が顕著となった。
2024年（令和6年）4月1日、茨城県暴力団排除条例が改正され、暴力団排除特別強化地域として桜町一丁目、桜町二丁目、桜町三丁目が指定（市内では他の地区にも指定箇所あり）。地域内では特定営業者および暴力団員に対して禁止行為（みかじめ料の支払い・受取など）が定められ、違反者には罰金が課せられることとなった。

### 町名の変遷
| 実施後     | 実施年月日                | 実施前       |
| ---------- | ------------------------- | ------------ |
| 桜町一丁目 | 1972年（昭和47年）11月1日 | （大字なし） |
| 桜町二丁目 | 1972年（昭和47年）11月1日 | （大字なし） |
| 桜町三丁目 | 1972年（昭和47年）11月1日 | （大字なし） |
| 桜町四丁目 | 1972年（昭和47年）11月1日 | （大字なし） |

## 交通

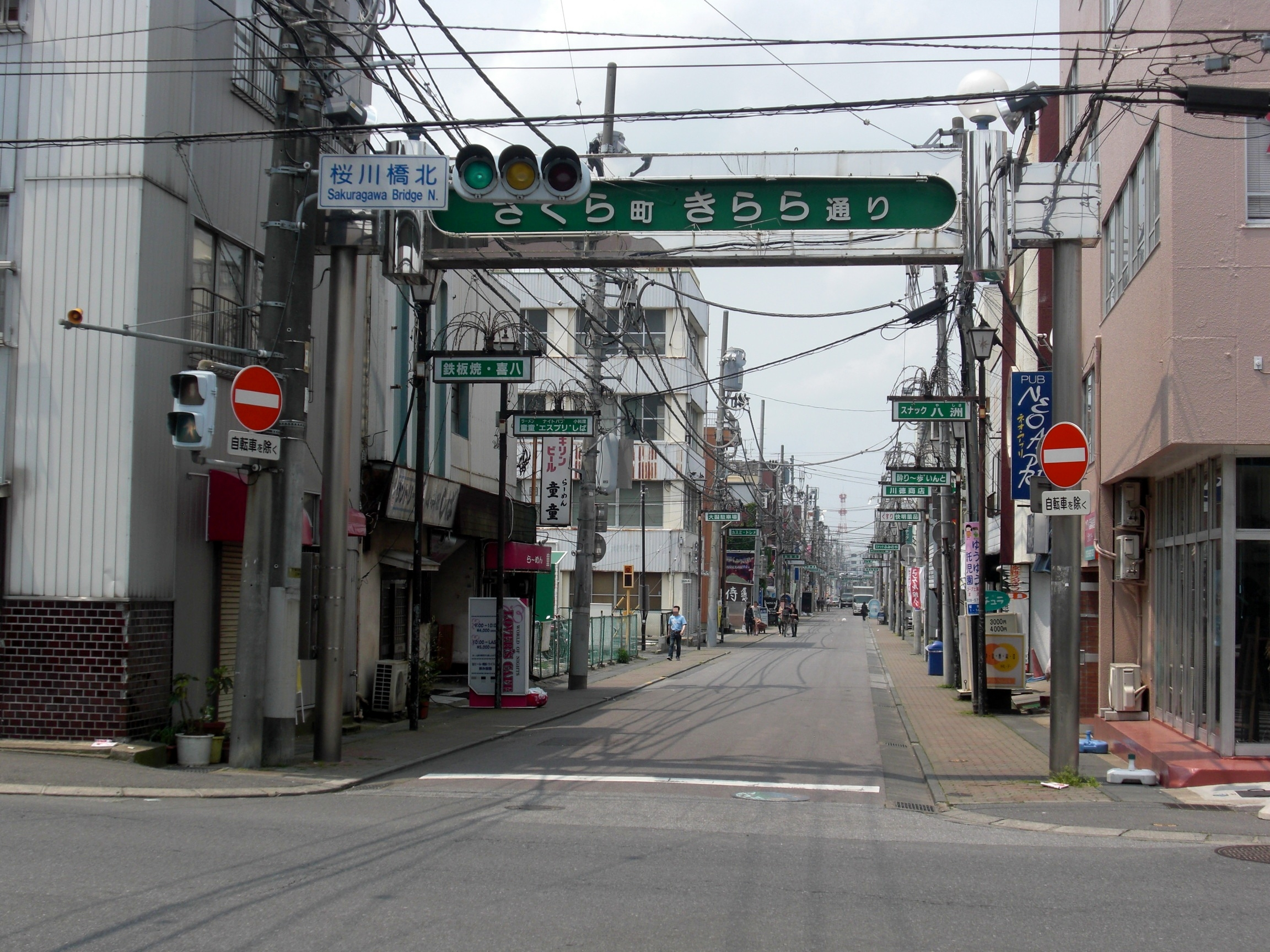
きらら通り

### 鉄道
最寄り駅はJR常磐線土浦駅で、徒歩5分圏内にある。

### 道路
- 国道125号 - 市街地の幹線道路。桜川橋で富士崎と結ばれている。
- 茨城県道24号土浦境線 - 桜町一丁目の国道125号交点が起点である。
- 土浦ニューウェイ - 通称土浦高架道。新交通システムとして計画されたが頓挫し、現在は一般道となっている。
- きらら通 - 風俗店・飲食店が集中している。

### 路線バス
桜町を通過する路線バスとしては、国道125号を走行し土浦駅と富士崎・市役所・市南部方面を結ぶ路線と、主要地方道土浦境線上を走行し土浦駅とイオンモール土浦・石下駅・下虫掛方面などを結ぶ路線に大別される。

## 施設

### 桜町一丁目
- 東日本銀行土浦支店
- 桜町1丁目児童公民館

### 桜町二丁目
- 筑波銀行桜町支店（旧：関東つくば店）
- 桜町2丁目公民館

### 桜町三丁目
- NTTファシリティーズエンジニアリング中央茨城支店
- さくらメディカルビル

### 桜町四丁目
- 朝日生命保険土浦中央営業所
- 大樹生命土浦ビル
  - かんぽ生命保険土浦支店[18]
- 桜川ポンプ場
- 桜川堤の桜 - 茨城百景の1つ[19]。
- 桜町4丁目児童公民館